# نيكولا يورغيتش
نيكولا يورغيتش (1946 - 8 يونيو 2014) كان من صرب البوسنة والهرسك من منطقة دوبوي وكان جندي في مجموعة شبه عسكرية تقع في منطقته الأصلية. في 26 سبتمبر 1997 أدين بالإبادة الجماعية في ألمانيا. كانت هذه أول إدانة يتم الفوز بها ضد المشاركين في الإبادة الجماعية في البوسنة والهرسك. حُكم على يورغيتش بأربعة أحكام بالسجن مدى الحياة لتورطه في الإبادة الجماعية في البوسنة والهرسك.

## الخلفية
وجدت المحكمة الإقليمية العليا أن المجموعة شبه العسكرية قد انضمت إلى أنشطة حكومة صرب البوسنة والهرسك. كان يورغيتش الذي كان مقيما في ألمانيا من مايو 1969 حتى 1992 مسؤولا عن جرائم متعددة. ومن بين أفعاله مذبحة غرابسكا حيث تم إعدام 22 قرويا بمن فيهم كبار السن والمعاقين قبل طرد بقية القرويين. كما اعتبر مسؤولا عن مقتل سبعة قرويين في سيفارليي. تم رفض استئنافه بعد إدانته من قبل المحكمة الفيدرالية العليا الألمانية في 30 أبريل 1999. وذكرت المحكمة أن الإبادة الجماعية هي جريمة يجب على جميع الدول مقاضاة مرتكبيها. في 12 يوليو 2007 رفضت المحكمة الأوروبية لحقوق الإنسان استئناف يورغيتش.